# Bambusa farinacea
Bambusa farinacea är en gräsart som beskrevs av Khoon Meng Wong. Bambusa farinacea ingår i släktet Bambusa och familjen gräs. Inga underarter finns listade i Catalogue of Life.